# Heroine Virtual
Heroine Virtual è un'impresa che crea software open source per il sistema operativo Linux .
Il loro più famoso programma è Cinelerra, un programma per il montaggio video, considerato il migliore disponibile per Linux.